# Il Cuore È Uno Zingaro / Poetica No. 1
Il Cuore È Uno Zingaro / Poetica No. 1 é um compacto simples do cantor e compositor Dick Danello, de 1971. A música Poetica No. 1 fez parte da trilha sonora do filme Corrida em Busca do Amor, de Carlos Reichenbach.

## Faixas
| N.º            | Título                                         | Duração |  |
| 1.             | "Il Cuore È Uno Zingaro" (Migliacci - Mattone) | 3:06    |  |
| 2.             | "Poetica No. 1" (Dick Danello / Toni Ricardo)  | 2:58    |  |
| Duração total: | Duração total:                                 | 5:04    |  |

## Banda
- Dick Danello: voz
- Waldemiro Lemke Orchestra: todos os instrumentos